# مجید مهرگان
مجید مهرگان (زادهٔ ۱۳۲۴، رشت) نگارگر ایرانی است.

## زندگی‌نامه
مجید مهرگان فارغ‌التحصیل رشتهٔ گرافیک از دانشکده هنرهای تزیینی و دریافت‌کنندهٔ گواهی درجه‌یک هنری (دکترای افتخاری) در رشتهٔ نگارگری است.
او زیر نظر حسین بهزاد، محمدعلی زاویه، نصرت‌الله یوسفی، مهرداد بهار، یحیی ذکاء و اسعد فیروزان آموزش‌های نظری را فراگرفته‌است.
مهرگان در زمینه اساطیر ایرانی در ادبیات کلاسیک کشورمان بسیار خوانده‌است، حقیقت هنر ایرانی را به درستی درک کرده و با طرز فکرهای عرفانی که نقاشی ایرانی در ادوار مختلف از آن متأثر است، آشنا است.این هنرمند نگارگر آثاری را برگرفته از اساطیر ایرانی را نیز خلق کرده‌است. یکی از مهم‌ترین برنامه‌هایی که از سوی وی صورت گرفته‌است، مشارکت در طراحی ضریح حسین بن علی بوده‌است.
مراسم بزرگداشت مجید مهرگان در فرهنگستان هنر تهران برگزار گردید.
او در بسیاری از کشورهای جهان و در داخل ایران نمایشگاه‌های متعددی را برگزار کرده‌است تدریس در هنرستان دختران و پسران، مدیریت هنرستان هنرهای زیبای پسران، عضویت در شورای عالی ارزشیابی هنر، عضو هیئت داوری و انتخاب جشنواره‌های فجر را در چهار دوره، در کارنامه فعالیت‌های خود دارد.

## افتخارات
- دریافت مدرک درجه یک (دکتری) در رشته نگارگری از وزارت فرهنگ و ارشاد اسلامی[۹]
- دریافت مدال درجه یک از مؤسسه اکو[۱۰][۱۱]

## نمایشگاه‌ها
- موزه ایران باستان- ۱۳۴۸
- گالری سولیوان-۱۳۵۲
- نمایشگاه بین‌المللی- ۱۳۵۳
- گالری مهرشاد- ۱۳۵۴
- هنرستان هنرهای زیبا- ۱۳۵۶
- موزه هنرهای معاصر- ۱۳۵۹ تا ۱۳۷۴
- نمایشگاه هنر ایران در دوسلدورف آلمان- ۱۳۷۰
- گالری گوته فرانکفورت آلمان – ۱۳۵۴
- دویچه بانک فرانکفورت آلمان – ۱۳۵۴
- گالری کلاسیک تهران -۱۳۶۸[۱۲]